# Pepsis ruficornis
Espèce
Pepsis ruficornis est une espèce de pompiles (appelées en anglais spider wasp, guêpe prédatrice d'araignées).
Elles capturent de petits insectes ou des araignées pour nourrir leurs larves, qui les dévoreront vivants.